# Heteroconchella
Heteroconchella is een geslacht van kreeftachtigen uit de klasse van de Ostracoda (mosselkreeftjes).

## Soorten
- Heteroconchella chyijenga Hu & Tao, 2008
- Heteroconchella gaohuanga Hu & Tao, 2008
- Heteroconchella quadraquercita Hu & Tao, 2008
- Heteroconchella reticulata Hu & Tao, 2008